# Imperio Garanda
El Imperio Garanda es una malvada organización ficticia perteneciente a la serie Kamen Rider Amazon.

## Historia
Tras la destrucción de Geddon, la organización liderada por el Emperador Zero toma el Bazalete Gaga después de la destrucción de Gorgos, y tiene en la mira el Bazalete Gigi de Kamen Rider Amazon.

## Membership
- Verdadero Gobernador (24) - El Verdadero Emperador Zero. Destruido por el Super Gran Corte de Amazon
- Gran Emperador Zero (14-24) - El Falso Emperador Zero. Destruido en una caída en un agujero.

### Bestias de Garanda
Al igual que Geddon, los monstruos de Garanda están basados en Animales, Insectos y Arácnidos:
- Hachi Jujin (15)
- Gengoro Jujin (16)
- Gama Jujin (17)
- Hanmyo Jujin (18)
- Fukuro Jujin (19)
- Kinoko Jujin (20)
- Isoginchaku Jujin (21)
- Momongah Jujin (22)
- Sanshouo Jujin (23)